# Xã White, Quận Marshall, Nam Dakota
Xã White (tiếng Anh: White Township) là một xã thuộc quận Marshall, tiểu bang Nam Dakota, Hoa Kỳ. Năm 2010, dân số của xã này là 122 người.